# Azángaro
Azángaro ist die Hauptstadt der Provinz Azángaro in der Region Puno in Süd-Peru. Azángaro liegt im gleichnamigen Distrikt. Die Stadt hatte beim Zensus 2017 20.696 Einwohner. 10 Jahre zuvor lag die Einwohnerzahl bei 16.035.

## Geographische Lage
Die Stadt Azángaro befindet sich im Altiplano Perus nordwestlich des Titicacasees. Sie liegt am rechten Flussufer des Río Ramis (auch Río Azángaro) auf einer Höhe von 3850 m. Der Titicacasee befindet sich in einer Entfernung von etwa 55 km. Die Großstadt Juliaca liegt 65 km südlich von Azángaro.